# عتائق عريضة
العتائق العريضة (الاسم العلمي: Euryarchaeota) من اليونانية:(Eury=εὐρύς (تلفظ يوروس) وتعني «عريض» + ἀρχαῖα=Archaea (تلفظ أراخيا) وتعني «قديم أو عتيق=عتائق») هي مجموعة تصنيفية رئيسية من فوق مملكة العتائق من نطاق بدائيات النوى.